# 绝命航班
《绝命航班》（英語：Last Flight）是3D灾难片，导演周文武贝，主演艾德·维斯特维克、艾米丽·桑斯芮、朱珠、李晨浩。

## 剧情
该片讲述一架波音747-400飞机从太平洋的小岛“好运岛”飞往新加坡的途中发生的空难。一架老旧的波音747-400飞机准备进行其最后一次夜间飞行，仅有的九位乘客从位于太平洋中心的好运岛飞往新加坡。由于乘客的锐减，该航线已经被取消。飞机起飞后，怪事便不断在这趟最后的航班上发生，先是土著老太突发癫狂非要带孙女下机；又是商务舱个人娱乐系统离奇中断；接着又是自闭症女孩举止诡异，最后连空姐杰西卡也神秘失踪……不安的气氛开始在机舱里蔓延，直至杰西卡被发现惨死在洗手间，身上留有奇怪的伤痕，飞机上仅有的十四个人开始陷入恐慌之中，而这时危险也正一步步地逼近……

## 演出
| 演员              | 角色   | 备注   |
| 艾德·威斯维克     | 查尔斯 | 机长   |
| 亚历山大·威斯特   | 安迪   | 副机长 |
| 朱珠              | 洛兰   | 空姐   |
| 艾米丽·萨斯瑞     | 苏珊   | 空姐   |
| 江琳琳            | 杰西卡 | 空姐   |
| 奥拉佩姆·平依德帕 | 黛西   | 乘客   |
| 娜雅·考撒亚南达   | 凯蒂   | 乘客   |
| 辜承              | 方木   | 乘客   |
| 李晨浩            | 刘夏   | 乘客   |
| 伊娜              | 沈吟   | 乘客   |
| 约翰·哈尔夫       | 伊森   | 乘客   |
| 尹正              | 萬虎   | 乘客   |

## 上映
该片上映的第一周票房是2000万人民币。
该片上映的时候正好碰上马来西亚航空370号班机空难事件，片方不得不低调宣传，以免触发国人民族主义情绪。